# جوروم
مدينة جوروم (بالتركية: Çorum)‏ هي عاصمة محافظة جوروم وهي مدينةٌ غيرُ ساحليّةٍ تقعُ في الجزء الشّماليّ من الأناضول، وفي الجزء الأوسط الدّاخليّ من منطقة البحر الأسود في تركيا، وتقع على بعد 244 كيلومتراً من العاصمة أنقرة، وتصل مساحتها الإجمالية إلى 12.820 كيلومتراً مربعاً، ويزيد تعداد سكانها عن 237 ألف نسمة، كما يصل ارتفاعها عن مستوى سطح البحر إلى 801 متراً. تقع على مسافة 244 كم من أنقرة و 608 كيلومترا من إسطنبول.
وفقًا للقياسات الجغرافية العلمية فإن المركز الجغرافي للأرض، أو ما يُسمى بالمركز الهندسي لكل اليابسة على سطح الأرض أو المركز السطحي لتوزيع كتلة اليابسة هو مدينة تشوروم التركية الواقعة في منتصف هضبة الأناضول.

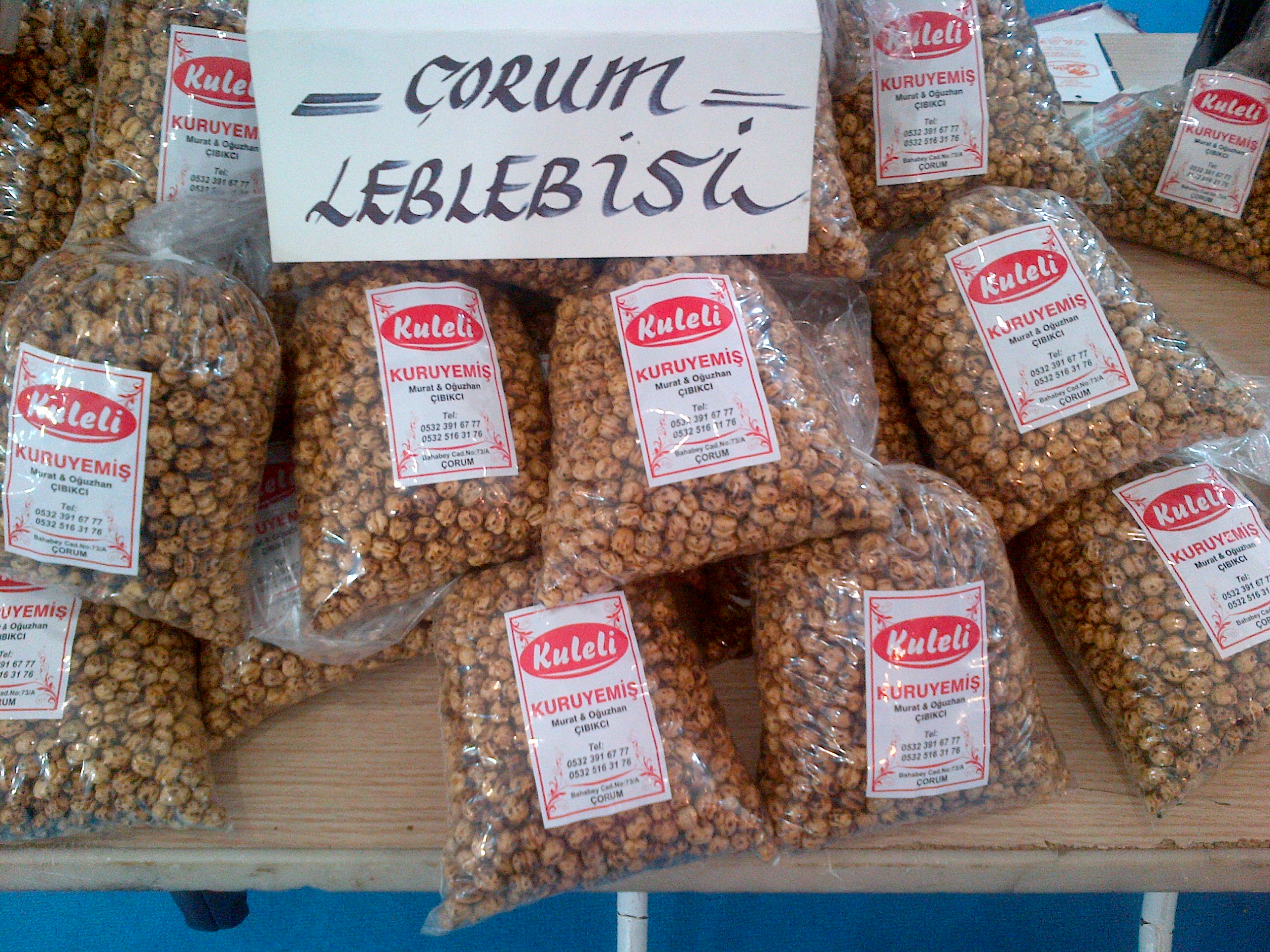
اللبلبي التركي الشهير من جوروم في منطقة البحر الأسود,

## التاريخ
تعود بداية ظهور هذه المدينة إلى العصر الحجريِّ ؛ حيث وُجدت العديد من المستوطنات الصّغيرة التي قطنتها، وقد دل على ذلك وجود العديد من الأدوات المستخدمة في ذلك العصر، كما كانت مركزاً تجاريّاً مهمّاً خلال العهد الأشوريِّ خلال الفترة الممتدّة من عام 1950 وحتى 1850 قبل الميلاد؛ باعتبارها نقطة اتّصال بين منطقة الأناضول وبلاد ما بين النّهرَين.
برزت أهميّة المدينة خلال عهد الإمبراطوريّة الحثية التي وُجدَت خلال الفترة الممتدّة من عام 1650 وحتى 1200 قبل الميلاد في المنطقة؛ حيث شهدت تطوراً في مجالي الفنِّ، والاقتصاد، وحافظت على استقرارها بعد انهيار الإمبراطوريّتَين الحثية، والموناتيّة. سيطرت العديد من الإمبراطوريات على المدينة نظراً لموقعها الجغرافي الاستراتيجي؛ حيث شهدت إمبراطوريات (الميدية، والفارسية، والمقدونية، والغلاطية، والرومانية، والبيزنطية، والسلاجقة)؛ إلّا أنّها خلال القرن الرابع عشر أصبحت تابعةً للعثمانيّين، وانضمّت المدينة بشكلٍ رسميٍّ إلى جمهورية تركيا مع إعلان قيام الجمهورية خلال عام 1923م.

## اقتصاد
على الرّغم من أنّ اقتصاد المدينة يُصنّفُ بالصّغير نسبيّاً، إلّا أنّها اعتمدت على مقومات أسهمت في نموّها وازدهارها لتكون واحدةً من المدن الشعبيّة في تركيا؛ حيث إنّها اعتمدت على الحرف اليدوية، والدّباغة، والنّسيج، والزّراعة، وتربية الحيوانات، كما أنّها شهدت خلال العقدين الأخيرين نموّاً كبيراً في الصّناعة الإنتاجيّة، ممّا رفع من أهمية اقتصادها. يوجد ما يزيد عن عشرين موقعاً لصناعة البلاط، والطّوب، وعشرة مَصانع للدّقيق، وأعلاف المطاحن، وتوجد فيها أيضاً مصانع لقطع السّيّارت، والسكّر، والألبان، والمنسوجات، وغيرها الكثير.

## المناخ
تتأثّر المدينةُ بالمناخ القاريّ؛ حيث يكون الطّقس جافاً خلال فصل الصّيف، وبارداً خلال فصل الشّتاء، وتكون الأجواء مُهيَّئةً لسقوط كمّيّاتٍ كبيرةٍ من الأمطار، وتساقط الثّلج أيضاً، وما يُميزها أنّها تحتوي على العديد من المواقع الريفيّة الجبليّة وسط أجواءٍ مناخيّةٍ تزيد من أهميّتِها السّياحيّة على مدار السّنة. السّياحة

## السياحة
تُعدُّ المدينةُ مقصداً سياحيّاً مهمّاً للكثير من الأتراك بشكل عام، وأهالي المدينة بشكل خاصّ؛ حيث توجد فيها العديد من المواقع التاريخيّة التي تزيد من أهمّيتها في هذا المجال، فضلاً عن المناطق الطبيعيّة ذات الجغرافيّة الجبليّة، كما توجد فيها الكثيرُ من المحال التّجاريّة ذات الطّبيعة الشّعبيّة.